# USS LST-767
O USS LST-767 foi um navio de guerra norte-americano da classe LST que operou durante a Segunda Guerra Mundial.